# Byttneria flexuosa
Byttneria flexuosa är en malvaväxtart som beskrevs av Ellsworth Paine Killip. Byttneria flexuosa ingår i släktet Byttneria och familjen malvaväxter. Inga underarter finns listade i Catalogue of Life.